# 練馬三億円事件
練馬三億円事件（ねりま さんおくえんじけん）とは、1990年（平成2年）6月2日深夜、東京都練馬区内にある、建設会社「内野工務店」（同区に本社所在）の社長宅に、男2人組が押し入り、6月4日正午ごろまでの約38時間、社長ら家族7人を脅迫・監禁し、3億円を強奪した強盗事件。
この事件の実行犯のうち、1人は後にマブチモーター社長宅殺人放火事件など、3件の連続殺人事件を起こし、死刑が確定した死刑囚・小田島鐵男（おだじま てつお、犯行当時47歳の無職）だった。

## 加害者

### 主犯X
犯行当時45歳。内野工務店の元下請け業者で、東京都豊島区雑司が谷在住の、自称右翼団体「愛国塾」塾長。
小田島と同じく北海道出身で、本事件までに、窃盗容疑などで計9回の逮捕歴があった。
1985年（昭和60年）夏から、1987年（昭和62年）7月までの2年間、府中刑務所で小田島と同時期に服役しており、小田島と親しくなり、先に出所して以降、犯行計画を立て、出所後間もない小田島に対し、犯行計画を持ち掛けたものと見られた。
府中刑務所を出所後、1988年（昭和63年）2月から、1990年1月まで、内野工務店の解体下請けをしており、年間約2000万円の取引があり、同社の内情にも通じていた。
アパート住まいだったXは事件後、家賃45万円以上の一戸建てに引っ越したり、金融機関に1億円以上の預金を入れるなど、不審な点が目立っており、先に逮捕された小田島を捜査本部が追及した結果、小田島はXと2人で、3億円を強奪したことを認めた。また、事件後に引っ越した新居を事務所に、右翼団体「愛国塾」を結成し、4，5人の塾員を抱え、同年8月には「反ソデー」で街宣活動を行っていた。8月24日、Xは拳銃を所持していたとして、警視庁光が丘警察署に、銃刀法違反容疑で逮捕されたが、9月14日に処分保留で釈放された後、当時41歳の内縁の妻とともに姿をくらました。
額から禿げ上がっており、かつらをつけていたことも多かったXは、身長161cmで、これは被害者らが目撃した男のうち、1人の特徴に合致するものだった。
本事件の刑事裁判では、東京地方裁判所（高橋省吾裁判長）から、1991年（平成3年）11月28日の判決公判で、懲役13年（求刑・懲役15年）の有罪判決を受けた。

### 小田島鐵男
逮捕当時、埼玉県大宮市（現・さいたま市大宮区）天沼町1丁目在住。
かねてから窃盗の常習犯で、この時点で窃盗・傷害などで、前科11犯だった。
本事件では、東京地裁でXとともに、懲役15年を求刑され、1991年11月28日の判決公判で、懲役12年の有罪判決を受け、同判決が確定し、宮城刑務所に服役した。2002年（平成14年）に出所後、同房で知り合った男とともに、マブチモーター社長宅殺人放火事件など、後に警察庁広域重要指定第124号事件に指定された、3件の連続殺人事件を起こした。
同事件の刑事裁判で、2007年（平成19年）3月22日、千葉地方裁判所で、死刑判決を受けた。東京高等裁判所に控訴したが、同年11月1日付で取り下げ、死刑が確定した。
その後小田島（死亡時の姓：畠山）は、2017年（平成29年）9月16日午後10時半頃、死刑囚として収監されていた東京拘置所内で、74歳で病死した。

## 事件の概要
犯人のうち1人は1990年（平成2年）6月2日午前11時頃、埼玉県新座市内にあった、建設会社「内野工務店」（本社：東京都練馬区）新座営業所に、練馬区役所の職員を名乗り「区役所の者だ。仕事の話がしたい」と名乗り、電話をかけた。同社社長の兄（当時65歳、同社常務）が応対し、「私の方から伺います」というと、その男は「こちらから行く」と電話を切った。内野工務店は、東京周辺を中心にビルなどの建設を行い、当時資本金1億8000万円、従業員145人を抱え、平成元年3月期決算で、128億円の売上高を計上していた中堅会社だった。
そして、営業所の職員が帰った後、同日午後8時頃になって、X・小田島両名はともに、「区長は遅れる」と言い、営業所に押し掛けた。所内は、常務が1人いるだけだと確かめると、事務所で居合わせていた常務を「5億円を準備しろ。お前らの会社を潰さなければ、別の会社が伸びない」「お前らはうそつきだ」「会社のことはかなり前から調べてある」「社長とお前を殺してやる」と、拳銃をちらつかせて脅した。常務は「ここにはない。社長（弟）の自宅に行こう」などと答えると、2人はそのまま、常務に「交通事故を起こしたのでこれから行く」と、社長宅に予告の電話をかけさせ、常務の乗用車で、社長宅まで常務を拉致した。
2人はその後、約15km離れた東京都練馬区早宮3丁目（西武池袋線・練馬駅から北へ約2km）の、同社社長（常務の弟）宅へ、常務を連行し、同日午後11時頃、室内に押し入った。2人は、拳銃のような物と刃物を用い、社長とその妻、常務、社長の三女・社長の娘婿でその夫、三女夫婦の長男、次男の、計7人を脅した。社長は、普段は妻と2人暮らしだったが、2日夜は三女一家が遊びに来て、三女夫婦の次男の満1歳の誕生日を祝う会が開かれており、その際に被害に遭った。先述の電話を受け、社長一家は、常務が家に来るのを待っていたところだった。2人はそのまま、手にした拳銃のようなものを、家族の前に「本物だ」と突き出し、「金を取るか、命を取るか」と、執拗な脅迫を始めた。そして、子供2人を除く5人を、それぞれ手足を粘着テープで縛り上げ、猿轡、目隠しをした状態で、5人を居間、応接間など3か所に、約38時間にわたって監禁した。このうち、娘婿は事件当時現場にいなかったため、事件の発生を知らず、3日夕方に妻子を迎えに、義父の社長宅に行った際、事件に巻き込まれた。娘婿が訪れた時、社長が犯人に「この人は関係ない」と庇ったところ、2人組は、社長を蹴るなどの暴行を加えた。
3日夜になり、改めて2人は5億円を要求したが、社長が「家族に危害を加えないで欲しい」と、2億円を提示したところ、犯人側は要求額を下げ、「調達できる最大限の現金」として、改めて3億円を要求し、その上で「（要求を）のまなければ全員殺す」などと脅した。2人は、社長に金を用意するように強要したが、同日は日曜日だったため、金が用意できなかった。そのため、銀行の営業する6月4日（月曜日）朝、同本社に出勤した社員に指示し、銀行数行で計3億円を払い戻させ、同日正午頃に自宅に届けさせた。監禁中の3日午前10時ごろ、社長宅に回覧板を届けに来た近隣住民がいたが、その日の様子について「普段は奥さんが出てくるのに、誰も出てこないので変だと思った」という。4日午前9時前、社長から電話を受け、銀行から現金7000万円を下ろすよう指示された経理部員も、この時社長が監禁されていたとは気付かなかったという。2人は、社員が金を持ってくると、社員に事件のことを気づかれないよう、社長の粘着テープを外し、玄関先に1人で立たせて応対させた。そして、2人は現金3億円を受け取ると、その直後の午後零時40分頃、強奪した現金3億円を持って、娘婿の白い日産・スカイライン（1985年型）を奪い、スカイラインに乗って逃走した。このスカイラインに酷似した乗用車が、同日午後6時半ごろ、埼玉県大宮市内で目撃されていたが、スカイラインはその後、社長宅から約750m離れた、同区早宮1丁目の民間駐車場に、乗り捨ててあるのが見つかった。常務の乗用車も4日、社長宅付近で見つかったが、奪われた3億円の入った紙袋・バッグは、5日までの捜索では見つからなかった。

## 捜査
社長一家・常務に怪我はなく、2人が逃走した直後から、自力でテープをはがし、午後2時過ぎにようやく自由になった。しかし、長時間の監禁中食事も摂らせてもらえず、同日午後2時30分頃、警視庁練馬警察署に「家族ら7人が、2人組の男に、約1日半自宅に監禁され、現金3億円を奪われた」と、被害届を出したが、その際にはかなり憔悴していた。同署は4日夜、警視庁捜査一課の応援を得て、捜査本部を設置し、多額強盗事件とみて、強盗、逮捕・監禁容疑で、逃走した2人組の行方を追うとともに、関係者の事情聴取など、本格的な捜査を開始した。被害者の社長は、小さな建築会社を一代で成長させ、区内でも一番と言われる工務店を築き上げた資産家で、その妻も含めて人当たりは良く、親交が深かった東京都議会議員も「生真面目でしっかりした人。仕事も順調に行っていたようで、人から恨みを買うようなこともない」と、驚いた様子で語っていた。
捜査本部は、第一現場の新座営業所・第二現場の社長宅など、社長一家の事情について、2人組が熟知していたこと、また常務に対し「お前ら（常務・社長兄弟）の会社を潰す」と、内野工務店のことについて触れて脅していることなどから、数億円の現金を即時に用意できる預金など、資金源があることを知った上で、要求を突き付けた計画的犯行とみて、内野工務店に恨みを持つ者の犯行との見方を強めて捜査した。捜査本部はその線で社長らから事情を聴いたが、社長らは「犯人たちの身体的特徴、声の特徴などに覚えはない」と答えた。被害者らの証言によれば、2人組はともにストッキングで覆面をしており、そのうちの1人は35歳か36歳ぐらいで、身長約160cm、やせ型面長の男で、紺色の背広上下、白いワイシャツ、ネクタイ姿だった。もう1人の男は、37歳から40歳ぐらいで、身長約170cm、やせ型面長の男で、薄いクリーム色の背広上下姿だったという。
6月5日までの捜査本部の捜査で、2人は、常務を脅した際に「お前の店を潰せと言われた。この店がつぶれないと、ある会社が伸びない」などと、第三者に犯行を指示されたことをほのめかす言葉を発していたことが判明した。前述までの発言に加え、社長宅付近の駐車場に、奪ったスカイラインを乗り捨て、あらかじめ用意していた車で逃走したとみられることなども考えると、極めて計画性の強い犯行であることから、捜査本部は、2人組の背後に黒幕的人物もあり得るとして、犯人らが逃走車を放置した、駐車場付近の聞き込み捜査などに全力を挙げた。社長宅の実況見分の結果、家の中からは約60個の指紋が検出されたが、その大半は家族の者だったことから、犯人は手袋を使用したとみられた。
事件発生から1週間となる、6月9日までに、練馬署捜査本部による被害者家族からの事情聴取の結果、38時間に及ぶ監禁から、3億円強奪までの詳細な犯行の模様が明らかになった。拳銃を見せびらかして一家を脅迫し、手袋をつけたまま外さず、家族がトイレに行く時にまでついていくという、執拗な脅迫の下、社長らは疲労感が募り、犯人らの法外な要求をのまざるをえなかったという。また、ぐずる子供2人の世話を許された三女は、数回にわたり、訪問客の対応を犯人らに命じられていた。家族を目の前で人質に取り、互いを脅迫するという手口は、「神経戦」に長けたプロの手口ではないか、と見る捜査員もいた。「会社を潰す。殺すぞ」と、脅迫対象は常務・社長兄弟に絞られていたことから、内野工務店に対する恨みが動機とみられる一方、恨みを偽装した者とも考えられることから、捜査本部は、犯人2人組と内野工務店の間に、何らかの接点があるかどうかが、事件解明のカギを握るとにらみ、捜査を続けた。
その後、事件から約1か月後の7月9日午前10時頃、内野工務店に対し「奪った3億円は12月末までに必ず返すから、今月中に3500万円を、指定した銀行口座に振り込め」「警察に通報したら家族が危ない」などと、社長に対する脅迫電話がかかってきた。警視庁捜査一課・練馬署は同月13日、三億円強奪事件の犯人を装い、現金3500万円を脅し取ろうとしたとして、北海道静内郡静内町在住の、陸上自衛隊静内駐屯地第七高射特科連隊三等陸曹の男を、恐喝未遂容疑で逮捕した。取り調べに対し、三等陸曹は「ギャンブルなどで負けがかさみ、サラ金からの借金の返済に困っていた。新聞報道などで練馬三億円事件を知り、犯人を装って内野工務店から金を脅し取ろうと思い付いた」と容疑を認めており、捜査一課は、三億円強奪犯とは無関係とみた。同隊は13日付で、三等陸曹を懲戒免職処分にした。
警視庁練馬署捜査本部に7月上旬、匿名の通報で「最近金回りが良くなった不審な男がいる」という情報が提供され、捜査本部はその情報に基づいて特定を急いだ。一方、内野工務店の下請け会社の捜査でも、不審な人物として、内野工務店との間で、年間2000万円前後の下請け取引があったXが浮上し、刑務所仲間だった小田島も浮上した。捜査本部は、かねてから窃盗の常習犯で、この時点で窃盗・傷害などで、前科11犯の小田島について、周辺を捜査した。その結果、事件後に小田島は、東南アジアやハワイなどに度々海外旅行に行き、女性同伴の旅行もしていたことが判明した。小田島はこの旅行の際、犯行で奪った腕時計を、日本の警察の捜査が及びにくいマカオで売却するなど、「窃盗常習者のしたたかさ」も見せていた。さらに、小田島は事件直後の6月末に、大宮市内の高級マンション（賃貸月額20万円弱）に入居するとともに、銀行に1億円もの預金を入れ、7月初めにはベンツを購入していたという事実が判明した。このことから捜査本部は、事件後、金遣いが荒くなったなどして、小田島に目星をつけた。
小田島は同年9月20日、香港に出国して行方をくらましていたが、翌21日夜、捜査本部は小田島の帰国情報を掴み、新東京国際空港（現・成田国際空港）駐車場に、小田島の車が駐車されているのを確認した。成田空港には、被害者の1人である常務を伴い、捜査員が張り込んだ。その結果、空港に到着した小田島を見た常務は、捜査員に対し「犯人に間違いありません」と断言した。捜査員は、22日午後8時過ぎの便で帰国した小田島を、練馬署に任意同行し、取り調べたところ、小田島は3億円強奪を認めた。このため、警視庁練馬署捜査本部は、9月23日夜、強盗、逮捕・監禁、建造物侵入の容疑で、小田島を逮捕した。これにより、警視庁が当時、最重要事件として全力を挙げていたこの事件は、発生から113日目で全面解決に向かうこととなった。小田島と交友のあったXは以前、内野工務店の下請けとして働いており、同社幹部や事業内容などに詳しかったとみられ、また小田島は取り調べに対し、「今年5月下旬、刑務所で知り合った40歳代の男（X）から、『内野工務店に行けば金が取れる』と言われた」と供述した。小田島は犯行について「Xとともに、計2人で犯行に及んだ」と自供したが、それまでの捜査の結果、内野工務店の新座営業所や、2人組が逃走車両を用意した練馬区内の駐車場に、それぞれ「第三の人物」が現れた形跡が確認された。また、家族が2人組とは別の声で、何者かが2人らに対し、指示を出しているのを聞いていたため、捜査本部は、この声の主が「第三の人物」とみて、追及を急いだ。常務は、監禁されていた当時の心境について「いつ殺されるかわからなかった。一度は、逆に2人組に襲い掛かろうとも考えた」と、命からがらの恐怖を鮮明に、同僚社員に語っていた。小田島はこの当時、妻と2人暮らしだが、前妻との間に子供がいたという。
小田島を逮捕した翌日の23日、捜査本部はXを、強盗、逮捕・監禁などの疑いで、全国に指名手配した。Xは旅券を取得しておらず、渡航歴もないため、捜査本部は、Xは共に失踪した内妻とともに、国内の知人宅などにかくまわれている可能性が高いとみて、立ち回り先などを調べた。そして、Xは行方不明になった直後の9月中旬、常務に対し「約束が違う。警察に事件を通報し、捜査に協力したな。殺してやる」などの脅迫電話をかけていたことが、23日までの捜査で明らかになった。Xは先述のように、銃刀法違反容疑で逮捕され、14日まで勾留されていたため、その腹いせとして、常務に脅迫電話をかけたものと見られた。常務は犯人の声を知っていたため、脅迫電話を受けて警察に連絡し、捜査本部が調べた結果、Xの声だと断定された。同日夕方、社長は本社で、事件後初めて記者会見に応じ、監禁された際のことを証言した。その中で、小田島・X両名については「全く面識がない。なぜ狙われたのかもわからない」と語り、2人が自宅に侵入した際に「お前を殺すと1億円もらえるんだ」と、短銃やナイフで脅されつつ、手足を縛られたこと、また「命が惜しければ5億出すか、10億出すか。金庫があるだろう」と金を要求され、交渉の結果、3億円を支払う代わりに、家族の身の安全を保障させたことを明かした。また、練馬区内にある、内野工務店社員らがよく行くラドン温泉では、事件発生年に入ってから、Xが頻繁に出入りしていたことが判明しており、捜査本部は、内野工務店と取引関係が切れてからも、Xが同店の情報収集を狙っていた疑いが強いとした。前夜に逮捕された小田島は、この日から始まった本格的な追及に対し「刑務所仲間だったXと2人でやった」と供述した。
小田島は9月25日までの取り調べで、凶器の拳銃の入手経緯について「新座営業所に押し入る直前にXから渡された」など、事件についての具体的な供述を始めた。Xは、東京都豊島区内在住の暴力団組長と交際があったことが判明しており、7月には光が丘署が「Xは組長から拳銃数丁を預かっていた」という情報を把握していた。このことから捜査本部は、拳銃はもともと組長の物で、Xを経て小田島に渡されたとみて、追及を進めた。また、捜査本部は24日、Xとともに同月中旬以降、消息を絶っていた妻が、東京近郊の知人宅に潜伏しているのを発見し、参考人として事情聴取を開始した。
逃亡していたXは、同年11月29日午前3時10分頃、茨城県つくば市内の会社経営者男性宅に押し入った。Xはそのまま、2階で寝ていた次男の短大生を「騒ぐな。殺すぞ」と脅し、懐中電灯で短大生の頭を殴り、軽傷を負わせたが、騒ぎに気付いた男性が加わり、格闘の末に親子に取り押さえられ、強盗致傷の現行犯で、茨城県つくば北警察署に引き渡され、逮捕された。Xはその2週間ほど前から、「酒井真敬」の偽名を使い、逮捕現場付近の民家の一室を借り、室内には袈裟・仏具などを置き、旅僧を装って泊まり込んでいた。茨城県警は30日午後、警視庁の指名手配容疑である強盗、逮捕・監禁容疑で、Xを再逮捕し、身柄を警視庁に移送した。Xは3億円強奪事件以降、奪った金を1億5000万円ずつ、小田島と折半していたが、福岡県内の銀行の、Xの銀行口座には、約1億3000万円が手つかずで残っていた。また、男性宅の前に駐輪してあった、短大生のミニバイクのかごの中には、Xの運転免許証・外国人登録証の入ったバッグがあり、輪ゴムで束ねられた、461枚の1万円札が押し込んであった。つくば北署は、逃走中で現金のしまい場所がなかったため、Xが常に持ち歩いていた金とみて、金の出処・押し入った動機などを追及した。
練馬署は12月17日、Xが奪った現金1億5000万円のうち、福岡県内の銀行の複数の口座に預金されていた、1億2300万円と、銀行からの利息約200万円の、合計約1億2500万円を、被害者の社長に返還した。多額の現金強奪事件で、これだけの被害額が持ち主に返るのは異例のことだった。小田島が奪った1億5000万円のうち、残っていたのは約4000万円だったが、そのほとんどが株券などに代わっており、現金化の手続きのため、返還には時間がかかることになった。社長は返還を受けて「事件から半年が経過したが、こんなに早くお金が返って来るとは思わなかった。返ってきた現金の一部は、社会にご迷惑をおかけしたお詫びとして、何らかの形で寄付したい」と語った。

## 刑事裁判
X・小田島両名は、強盗、逮捕・監禁などの罪で、東京地方検察庁から、東京地方裁判所に起訴された。東京地検はX・小田島両名に対し、それぞれ懲役15年を求刑した。
東京地裁（高橋省吾裁判長）は、1991年（平成3年）11月28日の判決公判で、Xに懲役13年、小田島に懲役12年の判決を、それぞれ言い渡した。判決理由で、東京地裁は「資産家を狙い、手っ取り早く大金を入手しようとした、悪質な犯行で、被害も巨額だ」とした。

## 小田島のその後
小田島はこの事件で、懲役12年の有罪判決が確定し、宮城刑務所に服役した。その後、殺人罪で懲役12年の刑が確定し服役していた男と出会い、親しくなった小田島は2002年（平成14年）6月25日に刑務所を仮出所した。その2か月後、先に出所していたMと行動を共にし、マブチモーター社長宅殺人放火事件など、後に警察庁広域重要指定第124号事件に指定された3件の連続殺人事件を起こした。
2007年（平成19年）3月22日、千葉地方裁判所で、小田島に死刑判決が言い渡された。小田島は東京高等裁判所に控訴したが、同年11月1日付で取り下げ、死刑が確定した。
その後、死刑囚として東京拘置所に収監されていた小田島（この時の姓：畠山）は、2017年（平成29年）1月下旬、食道がんであることが判明した。本人の意思で、痛み止めなどにより症状を緩和する治療を拘置所内で受けていた小田島だったが、同年9月16日夜に容体が急変し、同日午後10時半頃、東京拘置所内で、74歳で病死した。